# Sarpèdon (fill d'Europa)

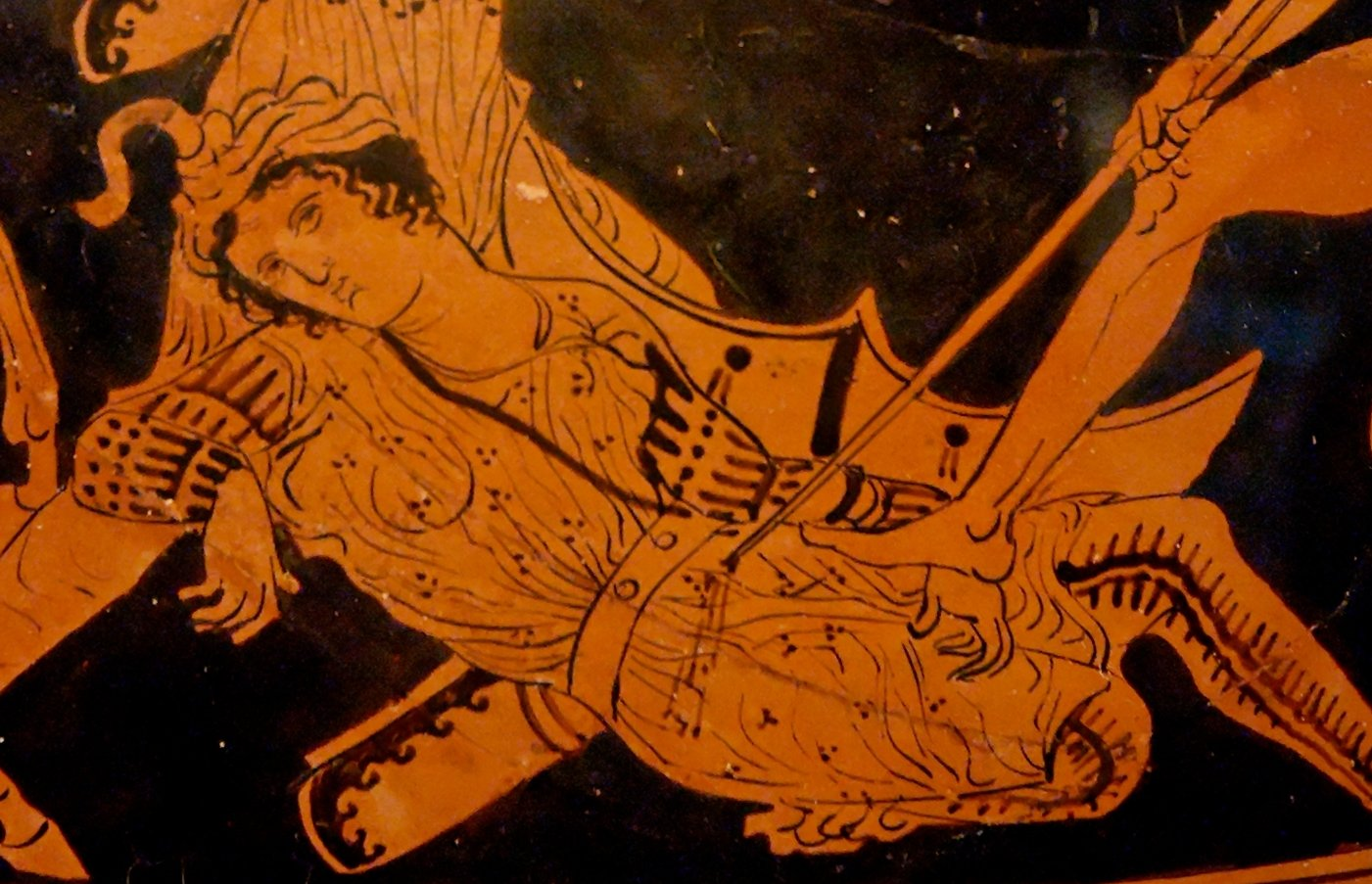
Mort de Sarpèdon.

Sarpèdon (en grec Σαρπηδών, en llatí Sarpēdon), d'acord amb la mitologia grega, va ser un fill de Zeus i d'Europa. Podia accedir a l'aparença d'un brau blanc, la forma que tenia Zeus quan es va unir amb Europa. Encara que no és del tot cert que amb la unió es passen els poders dels déus, en aquest cas, Zeus decideix donar-los-hi a canvi del seu silenci, ja que Hera era molt gelosa, i això podia comportar la seva ira.
Va ser criat per Asterió -que es va casar amb Europa-, juntament amb els seus germans Minos i Radamant. Més tard es va barallar amb Minos, o pel tron de Creta o perquè tots dos estaven enamorats d'un jove anomenat Milet. Fos com fos, Sarpèdon se'n va anar de Creta, potser acompanyat d'Europa, i es va traslladar a l'Àsia Menor. Es va establir a la regió de Milet, a Lícia. Allí va arribar a ser rei, i de vegades se li atribueix la fundació de Milet (atribuïda també al jove Milet, que havia fugit amb Sarpèdon).